# Пенякша
Пенякша — упразднённая деревня Лысковского района Нижегородской области России. На 2012 год считается нежилой.

## География
Деревня стоит на левом берегу реки Керженец (здесь имеется брод) несколько ниже впадения малого притока Пенякша. Высота центра населённого пункта — около 80 м. Постройки окружены небольшим пространством луговой растительности, к которому вплотную подступает сосновый бор.
Близ деревни находятся мёртвое озеро и Маслово болото, где, по народным преданиям, утоплена золотая пушка Степана Разина.

## История
После пожаров 1972 года она была расселена.

## Население
В прошлом количество жителей деревни достигало 7 000. На топографической карте Генштаба издания 1986 года для Пенякши указывается население в 140 человек.
По состоянию на 2012 год деревню населяла супружеская пара Ермаковых (Александр Ермаков долгое время работал лесником). Юридически деревня считается ликвидированной, её земли переданы в собственность государственного лесного фонда. В 2010 году против супругов Ермаковых был подан иск Департамента лесного хозяйства Нижегородской области с требованием выселиться с территории Пенякши и снести «самовольно возведённое строение», так как местность предназначается для заселения бобров.